# Eucratidia
Eucratidia était une ancienne cité de Bactriane mentionnée par plusieurs écrivains antiques, dont Ptolémée (VI, 1, 7) et Strabon (Géographie, XI, 11). Elle aurait été fondée par le souverain Eucratide Ier au IIe siècle av. J.-C., au temps des royaumes gréco-bactriens. Peu d'éléments nous sont parvenus à propos de cette cité qui peut être une autre dénomination d'une cité déjà existante.
La ville n'est pas localisée avec certitude. Parmi les localisations proposées figurent Aï Khanoum, Dilbarjin ou l'actuelle Karchi.